# Waco (Georgia)
Waco è una città degli Stati Uniti d'America, situata in Georgia, nella Contea di Haralson.